# Magertriften von Ober-Mörlen und Ostheim
Magertriften von Ober-Mörlen und Ostheim este o arie protejată (arie specială de conservare — SAC, sit de importanță comunitară — SCI) din Germania întinsă pe o suprafață de 77,52 ha, integral pe uscat.

## Localizare
Centrul sitului Magertriften von Ober-Mörlen und Ostheim este situat la coordonatele 50°22′42″N 8°40′30″E / 50.3783°N 8.675°E.

## Înființare
Situl Magertriften von Ober-Mörlen und Ostheim a fost declarat sit de importanță comunitară în iulie 2001 pentru a proteja 4 specii de animale. Situl a fost protejat și ca arie specială de conservare în martie 2008.

## Biodiversitate
Situată în ecoregiunea continentală, aria protejată conține 4 habitate naturale: Lacuri eutrofice naturale cu vegetație de tip Magnopotamion sau Hydrocharition, Pajiști uscate seminaturale și facies de acoperire cu tufișuri pe substraturi calcaroase (Festuco-Brometalia) (* situri importante pentru orhidee), Fânețe de joasă altitudine (Alopecurus pratensis, Sanguisorba officinalis), Păduri aluvionare cu Alnus glutinosa și Fraxinus excelsior (Alno-Padion, Alnion incanae, Salicion albae).
La baza desemnării sitului se află mai multe specii protejate de  păsări (4): ciocănitoarea de stejar (Dendrocopos medius), sfrâncioc roșiatic (Lanius collurio), gaia roșie (Milvus milvus), ciocănitoare verzuie (Picus canus).
Pe lângă speciile protejate, pe teritoriul sitului au mai fost identificate 3 specii de plante, 1 specie de amfibieni, 1 specie de nevertebrate, 1 specie de reptile.